# Amaxia reticulata
Amaxia reticulata là một loài bướm đêm thuộc phân họ Arctiinae, họ Erebidae.